# Pretty Things
Pretty Things – angielska grupa rhythmandbluesowa, a później psychodeliczno-rockowa. Założona we wrześniu 1963 r. w Sidcup Art College w hrabstwie Kent w Anglii. Pomimo stosunkowo niewielkiego znaczenia komercyjnego, grupa odegrała istotną rolę na brytyjskiej scenie undergroundowej. 
Początkowo grupa wykonywała toporną jak na owe czasy własną odmianę rhythm and bluesa. Punktem zwrotnym w karierze zespołu okazała się wygładzona produkcyjnie płyta Emotions. W późniejszym czasie grupa podążyła w kierunku psychodelicznego rocka, będąc jedną z formacji kształtujących jego brytyjskie brzmienie. Łączyła awangardowe eksperymenty brzmieniowe z dużą melodyjnością utworów. Nagrania Pretty Things przeważnie mieszczą się w kanonie piosenki. Od amerykańskiej odmiany psychodelicznego rocka odróżniała grupę niewielka ilość, a nawet brak improwizacji. Single Defecting Grey i Talking About the Good Times stały się hymnami angielskiego ruchu hipisowskiego. Nowe oblicze zespołu znalazło pełny wyraz na awangardowym jak na owe czasy, koncepcyjnym albumie S.F. Sorrow, który stał się prawdopodobnie inspiracją dla rock opery Tommy The Who. W listopadzie 1969 roku odszedł gitarzysta i lider Dick Taylor. Zespół funkcjonował do 1980, mimo częstych zmian personalnych (łącznie, na przestrzeni lat grupa miała 27 członków).

## Dyskografia

### Albumy studyjne
- The Pretty Things (1965)
- Get the Picture? (1965)
- Emotions (1967)
- S.F. Sorrow (1968)
- Parachute (1970)
- Freeway Madness (1972)
- Silk Torpedo (1974)
- Savage Eye (1976)
- Cross Talk (1980)
- ... Rage Before Beauty (1999)
- Balboa Island (2007)
- The Sweet Pretty Things (Are in Bed Now, of Course...) (2015)
- Bare as Bone, Bright as Blood (2020)[1]